# Wang Chuej (judistka)
Wang Chuej (čínsky pchin-jinem Wáng Huī, znaky 王辉; * 7. července 1984 Pin-čou) je bývalá čínská zápasnice – judistka.

## Sportovní kariéra
S judem začínala v Pin-čou ve 13 letech. Připravovala se pod vedením trenéra Wang Siao-minga. V čínské reprezentaci se pohybovala od roku 2002 v lehké váze do 57 kg. Jako členka Čínské lidové osvobozenecké armády pravidelně reprezentavola Čínu na armádních mistrovstvích. V roce 2012 vybojovala asijskou kontinentální kvótu pro účast na olympijských hrách v Londýně, kde nestačila v úvodním kole na Rumunku Corinu Căprioriuovou. Sportovní kariéru ukončila v roce 2016.

## Výsledky
| Turnaj            | 2010       | 2011       | 2012       |
| Turnaj            | 26         | 27         | 28         |
| Turnaj            | lehká váha | lehká váha | lehká váha |
| ----------------- | ---------- | ---------- | ---------- |
| Olympijské hry    |            |            | úč.        |
| Mistrovství světa | úč.        | úč.        |            |
| Asijské hry       | —          |            |            |
| Mistrovství Asie  |            | —          | 5.         |